# Platanistasa
Platanistasa (en griego: Πλατανιστάσα) es un pueblo en el Distrito de Nicosia en Chipre, situado a 14 km al suroeste de Mitsero (Μιτσερό), se encuentra en el corazón de la región de Pitsilia, en la cara norte de los montes Troodos.
El pueblo descansa a una altitud media de 940 metros. El paisaje en el que se encuentra se compone de ásperas montañas con valles estrechos y profundos y cumbres montañosas abruptas con alturas superiores a los 1.000 metros. El río Serrachis atraviesa todo el paisaje.
En los mapas antiguos Platanistasa aparece como "Platanista" o "Piatanista".

## Etimología
Hay tres versiones para el nombre:
La primera versión apunta a que proviene del árbol plátano (Platanaceae). Platanistasa significaría una localidad llena de árboles plátano.
La segunda cuenta que tomó su nombre de "Palace", el palacio rural de los nobles francos y la familia real que se encuentra en el centro de la actual población. Platanistasa significaría aquí, "el Condado que se encuentra alrededor del Palacio".
La tercera versión es relativa a la forma de "herradura" del pueblo que se parece al "Platana". Platana es un metal que tiene la forma de herradura y que era colocada debajo de la parte trasera de los "podines", un calzado local de los habitantes de la región de Pitsilia en la antigüedad.

## Historia
Diversos nombres de calles y lugares demuestran la existencia del pueblo durante la dinastía de los francos en la isla. Según el cronista medieval Georgio Voustronio, el pueblo de Platanistasa fue concedido junto con otras aldeas en enero de 1474 a Georgios Kontarinis, conde de Giafas, que era un pariente de la reina de Chipre, Caterina Cornaro.

### Stavros tou Agiasmati

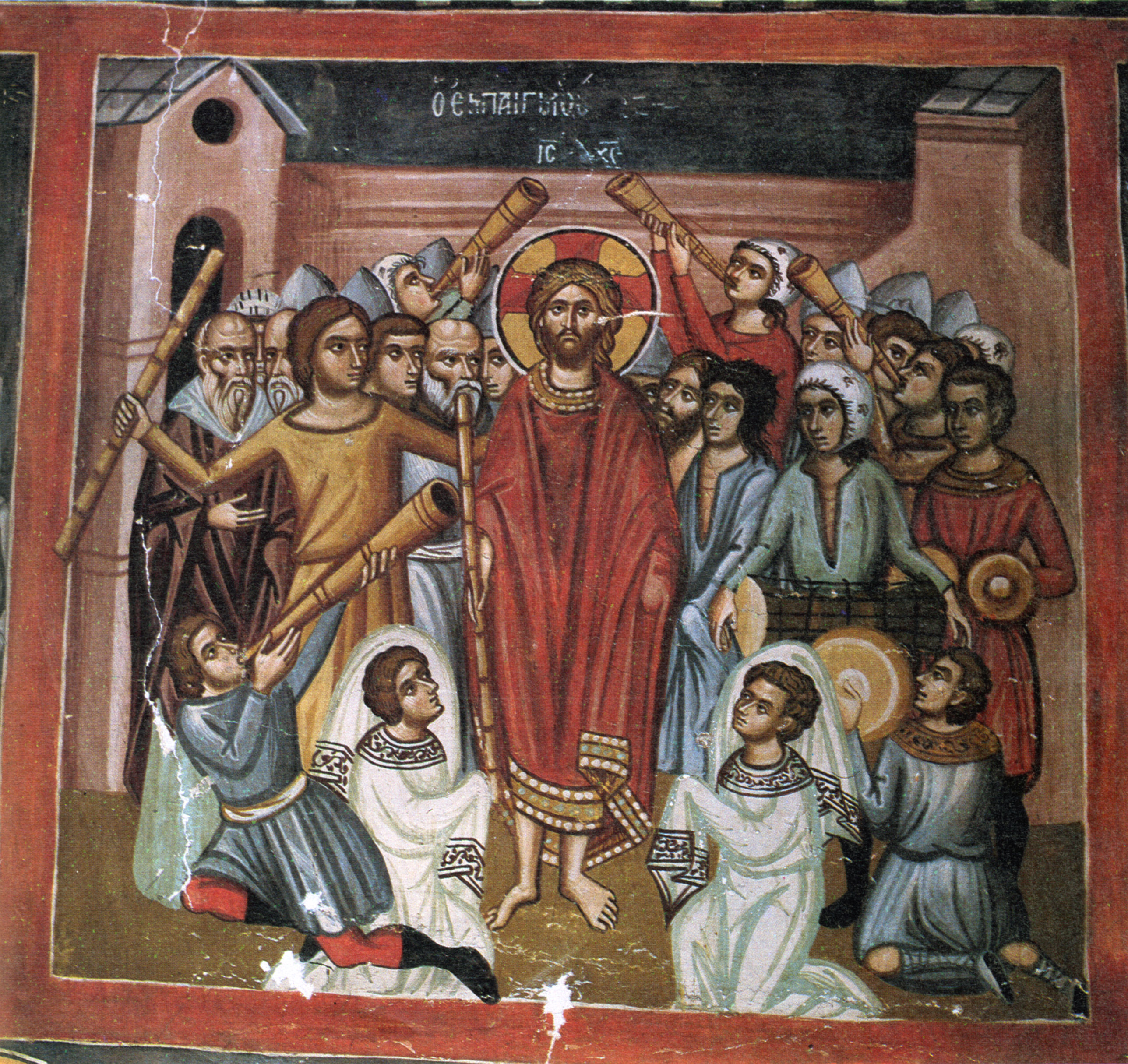
Fresco de Santa Cruz de Agiasmati

El templo de la Santa Cruz de Agiasmati está en la cordillera de Troodos, a unos seis kilómetros al noroeste del pueblo al abrigo de un pequeño y encantador valle verde. Está incluido en el Patrimonio de la Humanidad por la UNESCO como una de las diez Iglesias pintadas de la región de Troodos. El templo es de estilo franco-bizantino con techo de madera en pendiente y está rodeado de un altillo cerrado. En el interior, todo el espacio está cubierto de murales. El muro oeste también está cubierto con murales así como el espacio por encima de la entrada sur del templo.